# Normativ
Normativ (kommer från norm) betyder preskriptiv eller föreskrivande.
En normativ är en fordring om hur något bör vara. Ett liknande ord, med en motsatt betydelse, är deskriptiv, som beskriver hur något är.
Normativ etik föreskriver teorier om hur man bör handla medan deskriptiv etik enbart beskriver vanliga handlanden.